# Dominique Archie
 (août 2023).
Pour les articles homonymes, voir Archie.
Dominique Archie, né le 19 août 1987 à Augusta, Géorgie, est un joueur américain de basket-ball évoluant aux postes d'arrière et d'ailier.

## Biographie

### Carrière universitaire
Entre 2005 et 2010, il joue pour les Gamecocks de l'université de Caroline du Sud.

### Carrière professionnelle

#### Toros d'Austin (2010-2011)
Le 24 juin 2010, lors de la draft 2010 de la NBA, automatiquement éligible, il n'est pas sélectionné.
Le 1er novembre 2020, il est sélectionné à la 14e position de la draft 2020 de la D-League par les Toros d'Austin.
le 6 janvier 2011, il est libéré par les Spurs à la suite d'une blessure.

#### BC SCM Timișoara (2011-2013)
Le 18 juillet 2011, il signe un contrat de deux ans avec le club roumain du BC SCM Timișoara (en). Pour sa première année avec l'équipe, il aide Timisoara à accéder aux finales du championnat roumain mais son équipe perd contre le CSU Ploiești.

#### Orlandina Basket (2013-avril 2015)
Le 15 juillet 2013, il signe avec le club italien de l'Orlandina Basket pour la saison 2013-2014. À la fin de la saison, Archie aide Orlandina à remporter le championnat de deuxième division italienne, permettant à son équipe d'être promue en Serie A.
Le 21 juillet 2014, il prolonge son contrat de deux ans avec Orlandina. Toutefois, le 12 avril 2015, Archie rompt son contrat avec Orlandina.

#### BC Oostende (avril 2015 - 2016)
Le 13 avril 2015, il signe avec le club belge du BC Oostende pour le reste de la saison 2014-2015. Archie aide Oostende à remporter le championnat belge 2015.
Le 10 juin 2015, il prolonge son contrat d'un an en Belgique. Durant cette saison 2015-2016, il remporte à nouveau le titre de champion de Belgique 2016 et la coupe de Belgique 2016.

#### Retour à Orlandina Basket (2016-2017)
Le 17 juin 2016, Archie revient à Orlandina pour un contrat d'un an.

#### Bnei Herzliya (2017-2018)
Le 17 juin 2017, il signe avec le club israélien du Bnei Herzliya pour la saison 2017-2018.
le 30 avril 2018, Archie marque 22 points, son record de la saison en rentrant six paniers à trois points sur sept, prenant cinq rebonds et distribuant deux passes décisivies dans la défaite 82 à 83 chez l'Ironi Nahariya.

#### Pallacanestro Varèse (2018-2019)
Le 13 juin 2018, il revient en Italie pour la troisième fois et signe un contrat d'un an avec le Pallacanestro Varèse.
Le 31 mars 2019, Archie marque 24 points, son record de la saison en rentrant dix de ses douze tirs, prenant trois rebonds, pour permettre à Varèse de battre le Reyer Venise Mestre 87 à 79.
Archie aide Varèse à accéder aux demi-finales de la Coupe d'Europe FIBA 2018-2019 où son équipe est éliminée par le s.Oliver Würzbourg.

#### Champagne Châlons-Reims (2019-2021)
Le 19 juin 2019, il signe avec le club français du Champagne Châlons-Reims pour la saison 2019-2020.
Le 2 juin 2020, il prolonge son contrat d'un an en France.

#### Blackjacks d'Ottawa (avril - juil. 2021)
Le 23 avril 2021, il signe avec le club canadien des Blackjacks d'Ottawa.

#### Élan béarnais Pau-Lacq-Orthez (2021-2022)
Le 28 juillet 2021, il revient en France et signe à l'Élan béarnais Pau-Lacq-Orthez.

#### Benedetto XIV Cento (depuis 2022)
Archie s'engage à l'été 2022 avec le Benedetto XIV Cento (it), club de seconde division italienne.

## Statistiques

### Universitaires
| Saison    | Équipe          | Matchs | Titul. | Min./m | % Tir | % 3pts | % LF | Rbds/m. | Pass/m. | Int/m. | Ctr/m. | Pts/m. |
| --------- | --------------- | ------ | ------ | ------ | ----- | ------ | ---- | ------- | ------- | ------ | ------ | ------ |
| 2005-2006 | Caroline du Sud | -      | -      | -      | -     | -      | -    | -       | -       | -      | -      | -      |
| 2006-2007 | Caroline du Sud | 30     | 30     | 29,6   | 54,5  | 34,4   | 65,7 | 5,03    | 0,93    | 0,70   | 0,77   | 8,83   |
| 2007-2008 | Caroline du Sud | 32     | 32     | 31,5   | 49,2  | 34,3   | 67,1 | 5,69    | 1,25    | 1,09   | 0,81   | 10,59  |
| 2008-2009 | Caroline du Sud | 31     | 31     | 29,4   | 50,8  | 32,3   | 63,5 | 6,39    | 0,87    | 1,52   | 1,19   | 10,87  |
| 2009-2010 | Caroline du Sud | 5      | 5      | 25,2   | 53,3  | 46,2   | 81,8 | 6,00    | 1,40    | 1,80   | 0,80   | 14,40  |
| Carrière  | Carrière        | 98     | 98     | 29,9   | 51,3  | 34,4   | 66,5 | 5,72    | 1,04    | 1,14   | 0,92   | 10,34  |

## Palmarès

### En club
- 2 fois Champion de Belgique (2015, 2016)
- Vainqueur de la coupe de Belgique (2016)

### Distinctions personnelles
- Deuxième équipe All-SEC (2009)
- Équipe défensive de la SEC (2009)
- Équipe freshman de la SEC (2007)